# حرائق غابات دلتا ديل بارانا 2020
حرائق غابات دلتا ديل بارانا 2020 هي سلسلة من حرائق الغابات التي اشتعلت عبر دلتا ديل بارانا في الأرجنتين، وأثرت بشكل رئيسي على مقاطعتي إنتري ريوس وسانتا في، ولكن أيضًا على بوينس آيرس، بما في ذلك المدن الرئيسية مثل روزاريو.
تم اكتشاف حالات تفشي الحريق الأول في فبراير 2020، واستمرت حالات تفشي جديدة في الظهور حتى أغسطس 2020 على الأقل. في السابق عانت هذه المنطقة نفسها من حرائق الغابات في دلتا ديل بارانا عام 2008.
اعتبارًا من أغسطس 2020 تم حرق 90.000 هكتار (220.000 فدان)، في أكثر من 8.000 حريق تم اكتشافه. وقدرت التكلفة اليومية 10 ملايين بيزو (137.934 دولار أمريكي).

## المفهوم
خلال الأشهر الأولى من عام 2020 تلقى حوض نهر ريو دي لا بلاتا كمية منخفضة بشكل غير عادي من الأمطار، بما في ذلك نهري إجوازو وباراغواي. حتى أن هذا تسبب في جفاف شلالات إجوازو لبعض الوقت، مما خلق صراعًا دبلوماسيًا بين الأرجنتين والبرازيل حول العديد من السدود التي تديرها البلاد في المنطقة الشمالية من الحوض. قررت البرازيل في النهاية فتح بوابات السد لمدة 12 يومًا في 18 مايو 2020.
أدى هذا الجفاف الذي اقترن بظاهرة النينيا إلى انخفاض مستوى نهر بارانا تاريخيًا (أدنى مستوى له منذ 51 عامًا). سجل كل مجرى مائي في حوض نهر دي لا بلاتا مستويات منخفضة جدًا وحالات جفاف ناتجة عن شذوذ هطول الأمطار في المنطقة الشمالية من الحوض.
تسبب انخفاض منسوب المياه هذا في العديد من المشكلات، بما في ذلك مشكلة السفن الكبيرة في الإبحار وتصدير المحصول، ومآخذ المياه في العديد من المدن غير القادرة على امتصاص أي مياه، ونفوق كبير في الأسماك. كما أنها جعلت العديد من الأنشطة الضارة بالبيئة أسهل، مثل الصيد غير المشروع والصيد المشروع، وهي الأنشطة التي تنطوي في بعض الحالات على الانخراط في حرائق غير مشروعة أيضًا.
ولكن بشكل أساسي تسبب هذا النقص في هطول الأمطار في حدوث جفاف في دلتا ديل بارانا، ونقص الرطوبة في الكتلة الحيوية النباتية الوفيرة المتاحة التي تحفز بدء الحرائق وتوسعها السريع.

## الأسباب
خلال فصل الصيف ، كان يُعتقد أن الحرائق قد تكون ناجمة عن إطفاء أشخاص للسجائر أو ترك مواقد مشتعلة أثناء تواجدهم في جزر دلتا ديل بارانا ، وكذلك بسبب محاولة مربي الماشية كسب التضاريس. [21] [22] [1]
في غضون ذلك تعرض المزارعون ومربو الماشية في الأرجنتين خلال عام 2020 لعدة أنواع من التخريب، بما في ذلك تحطيم سيلوبولساس وإضرام النيران في الحقول. وأشار القطاع الزراعي إلى أن الحرائق كانت نتيجة لزيادة عدد الزوار الذين يزورون الجزر (السياح والصيادون على حد سواء)، والعدد الكبير من الكتلة الحيوية النباتية المتاحة، وحتى بعض النوايا السياسية المرتبطة بالتخريب الذي تعرضوا له خلال العام. أوضح أصحاب المزارع أنه لن يكون من المفيد بالنسبة لهم إشعال النار في مزارعهم (والتي تمثل حوالي 20 أو 30٪ من مساحة الجزر، والباقي أراضي عامة)، نظرًا لأن أسعار فول الصويا لم تجعل الزراعة في أراضيها. والحرائق تدمر الأرض لاستخدامها في رعي الماشية.
تم توجيه تهم جنائية ضد العديد من أصحاب المزارع.
من ناحية أخرى أشارت عدة منظمات بيئية إلى أن الحرائق بدأها أصحاب المزارع لتجديد الرعي، كما يفعلون كل عام، ولكن مع الفارق أنه في عام 2020 جعل الجفاف تلك الحرائق أكبر وأسهل في النمو، مما تسبب في التحول بسرعة كبيرة. نسبت الحكومة هذه النظرية إلى أصحاب المزارع اللوم في الحرائق.